# Oreorchis
Oreorchis é um género botânico pertencente à família das orquídeas (Orchidaceae).

## Espécies
1. Oreorchis angustata  L.O.Williams ex N.Pearce & P.J.Cribb (1997)
2. Oreorchis aurantiaca  P.J.Cribb & N.Pearce (1997)
3. Oreorchis bilamellata  Fukuy. (1934)
4. Oreorchis discigera  W.W.Sm. (1921)
5. Oreorchis erythrochrysea  Hand.-Mazz. (1925)
6. Oreorchis fargesii  Finet (1896)
7. Oreorchis foliosa  (Lindl.) Lindl. (1859)
8. Oreorchis itoana  (F.Maek.) Perner (2004)
9. Oreorchis micrantha  Lindl. (1859)
10. Oreorchis nana  Schltr. (1924)
11. Oreorchis nepalensis  N.Pearce & P.J.Cribb (1996)
12. Oreorchis oligantha  Schltr. (1924)
13. Oreorchis parvula  Schltr. (1912)
14. Oreorchis patens  (Lindl.) Lindl. (1859) - espécie tipo
15. Oreorchis porphyranthes  Tuyama (1975)
16. Oreorchis sanguinea  (N.Pearce & P.J.Cribb) N.Pearce & P.J.Cribb  (2002)